# ۱۳۱ (عدد)
۱۳۱(صد و سی و یک) یک عدد طبیعی  و اول است که بعد از ۱۳۰ و قبل از ۱۳۲ قرار دارد.